# Jarnsaxa (satèl·lit)
Jarnsaxa, també conegut com a Saturn L (designació provisional S/2006 S 6), és un satèl·lit natural de Saturn. El seu descobriment va ser anunciat per Scott S. Sheppard, David C. Jewitt, Jan Kleyna i Brian G. Marsden el 26 de juny de 2006 a partir d'observacions preses entre el 5 de gener i el 29 d'abril de 2006.
Té prop de 6 quilòmetres de diàmetre, i orbita Saturn en una distància mitjana de 18.556.900 km en 943,784 dies, amb una inclinació de 162,9° respecte a l'eclíptica (164,1° respecte a l'equador de Saturn), en una direcció retrògrada i amb una excentricitat orbital de 0,1918.
És un membre del Grup Nòrdic de llunes irregulars.
Va ser anomenat com Jarnsaxa, un gegant de la mitologia nòrdica.